# Ihar Kuz'mjanok
Ihar Andrėevič Kuz'mjanok (in bielorusso Ігар Андрэевіч Кузьмянок?, angl. Ihar Andreyevich Kuzmyanok; Žlobin, 6 luglio 1990) è un calciatore bielorusso, difensore della Lokomotiv Homel'.

## Caratteristiche tecniche
È un difensore centrale.

## Palmarès

### Club

#### Competizioni nazionali
- Peršaja Liha: 1

Homel': 2010
- Coppa di Bielorussia: 2

Homel': 2010-2011
Šachcër Salihorsk: 2013-2014
- Supercoppa di Bielorussia: 1

Homel': 2012